# Гаргалык, Максим
Максим Гаргалык (рум. Maxim Gargalic; родился 7 марта 1989, Сургут, РСФСР) — молдавский регбист, игрок российской команды «Енисей-СТМ» и сборной России. Мастер спорта России (2024).

## Биография

### Клубная карьера
Первоначально занимался баскетболом, но в университете увлёкся регби. Начал играть за университетскую команду ASEM (Академия Экономических Знаний Молдовы). После перешел в румынский «Фарул», выступавший тогда во втором по силе дивизионе Румынии.
После трех сезонов перебрался в казанскую «Стрелу-Агро». В 2013 году принял участие в Матче всех звёзд ПРЛ. В октябре-ноябре 2013 года выступал за французский полулюбительский клуб, выступавший в третьей французской лиге. Команда шла на первом месте и имела реальный шанс выйти в Про Д2, однако игрок принял решение покинуть Францию и решил перейти в стан красноярцев. Тренеру Александру Первухину игрок был хорошо знаком по Чемпионату России по регби.
В 2014 году в составе «тяжелой машины» стал чемпионом страны, победителем Кубка России и Суперкубка. В августе 2014 года стало известно, что после игры за сборную в апреле 2014 года он сдал положительную допинг пробу на норандростерон и получил 2 года дисквалификации. По словам самого регбиста, допинг в его организм попал в ходе восстановления от травмы плеча. Отбыв дисквалификацию, игрок вернулся в Красноярск и продолжил выступление за «Енисей-СТМ».

### Карьера в сборных
В сборной Молдавии дебютировал в 2009 году против Бельгии. Всего сыграл более 20 игр. С января 2022 года является игроком сборной России, 5 февраля дебютировал в игре против Румынии.

## Достижения
- Чемпион России — 2014, 2017, 2018, 2021/22
- Обладатель Кубка России — 2017
- Обладатель Суперкубка России — 2014
- Обладатель Кубка Николаева — 2017, 2022
- Обладатель европейского Континентального Щита — 2016/17